# 30e régiment de dragons
Le 30e régiment de dragons (ou 30e RD), est une unité de cavalerie de l'armée française, créé sous le Premier Empire à partir du 12e régiment de hussards, dont l'origine remonte aux Hussards de la Montagne un corps de hussards volontaires nationaux constitué pendant la Révolution française.
Elle est actuellement dissoute.

## Création et différentes dénominations
- 24 septembre 1803 : transformé en 30e régiment de dragons, par changement de nom du 12e régiment de hussards, ex-hussards de la Montagne
- 12 mai 1814 : Le régiment est distribué entre les quinze régiments conservés et le no 30 devient vacant.
- 1891 : Le 30e régiment de dragons est recréé
- 1939 : Le 30e dragons est dissous et forme le 8e groupe de reconnaissance de corps d'armée (8e GRCA) et les 37e, 44e et 45e groupes de reconnaissance de division d'infanterie
- 1944 : Le 30e régiment de dragons est recréé
- 1945 : Dissolution[réf. souhaitée]
- 1951 : Le 30e régiment de dragons est recréé
- 1978 : Le 30e dragons est dissous et forme le 5e régiment de dragons
- 1989 : Le 30e régiment de dragons est recréé
- 2000 : Dissolution

## Historique des garnisons, combats et batailles

### Guerres de la Révolution et de l’Empire
Le 30e régiment de dragons est constitué à Berne en 1803, avec quatre escadrons de quatre « compagnies ».
En 1805, pendant la guerre de la troisième coalition, le régiment est en Italie sous les ordres de Masséna et mène plusieurs charges à la Bataille de Caldiero. En 1809, le régiment est engagé en Allemagne. À la bataille de Wagram, il charge « de la façon la plus vigoureuse et la plus brillante », selon les mots de Grouchy, et participe grandement à la défaite autrichienne.
En 1812, le régiment participe à la Campagne de Russie. Il charge avec la division de dragons de la Grande Armée lors de la Bataille de Smolensk puis à celle de la Moskova. En 1813, lors de la campagne d'Allemagne, il charge avec le 28e régiment de dragons à la Bataille de Dresde et les deux régiments font 5 000 prisonniers. Il fait ensuite partie des unités françaises à la Bataille de Leipzig. En 1814, pendant la campagne de France, il combat à la Bataille de Vauchamps[réf. souhaitée]. Le 30e régiment de dragons est dissout à la Restauration de 1814.

### Troisième république
Le régiment est recréé en 1891. Il quitte ensuite Saint-Étienne pour Sedan, ville de garnison du 28e régiment de dragons.

### Première Guerre mondiale

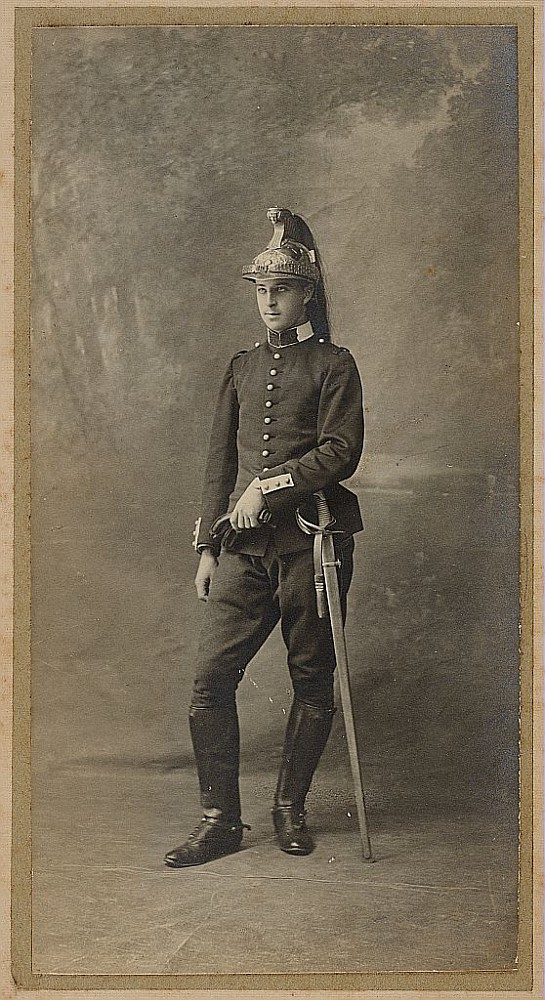
Cavalier du 30e régiment de dragons au début de la guerre.

#### 1914
- Bataille de Guise
- combats sur l'Aisne
- bataille de le Marne
- bataille de l'Yser

#### 1918
- Deuxième bataille de la Somme

### Entre-deux-guerres
Avant guerre, le 30e régiment de dragons est en garnison à Borny (Moselle).

### Seconde Guerre mondiale
Le Groupement de Cavalerie est destiné à former à la mobilisation des groupes de reconnaissance. Aussi, dès la déclaration de guerre, le 30e régiment de dragons disparaît-il en tant que tel pour se répartir et donner naissance à quatre Groupes de Reconnaissance :
- le 2e escadron devient le 8e groupe de reconnaissance de corps d'armée (8e GRCA) ;
- le 1er escadron devient le 37e groupe de reconnaissance de division d'infanterie (37e GRDI) ;
- le 4e escadron devient le 44e groupe de reconnaissance de division d'infanterie (44e GRDI) ;
- le 5e escadron devient le 45e groupe de reconnaissance de division d'infanterie (45e GRDI).

Le régiment est recréé en 1944 et combat en Italie, avant d'être dissout en 1945.

### De 1945 à nos jours
Le régiment est recréé en janvier 1951 au sein des Forces françaises en Allemagne. Il est équipé de chars M4 Sherman puis M26 Pershing à partir de 1953. Le régiment les remplace par des AMX-13 en 1956. Le régiment combat lors de la guerre d'Algérie après un passage au Maroc en 1956. À son retour d'Algérie en 1961, le régiment s'installe au camp du Valdahon et est rééquipé de chars M47 Patton. En 1968, ces derniers sont remplacés par des AMX-30.
Dissous en septembre 1978, il forme le 5e régiment de dragons. De 1991 à 2000, le groupement du camp de Valdahon reprend le nom de 30e régiment de dragons.

## Chefs de corps
Les colonels successifs du régiment sont les suivants :
- 1803 : colonel Dupré ;
- 1807 : colonel Renaud ;
- 1810 : colonel Pinteville ;
- 1813 :  colonel Michel Ordener (fils de Michel Ordener) ;

- 1891 : colonel Lacombe
- 1893 : colonel Cuny
- 1896 : colonel de la Chaise
- 1897 : colonel Saisser-Schneider
- 1902 : colonel Sylvestre
- 1907 : colonel de Royer de Saint-Julien
- 1909 :colonel Dodelier[1]
- 1914 : lieutenant-colonel Trutat[réf. à confirmer]
- 1914 : lieutenant-colonel de la Tournadre[8]
- 1916 : colonel Vidal de Lausun[9]
- 1918 : colonel de Bachicchi[réf. à confirmer]
- 1919 : colonel Vidal de Lausun
- 1922 : colonel Laborde
- 1931 : colonel Altmayer
- 1933 : colonel François du Temps
- 1936 : colonel Perrey

- 1951 : colonel Dodelier[1]
- 1951 : colonel de Beaumont
- 1953 : colonel de Boispean
- 1957 : colonel Obe
- 1959 : colonel Albrecht
- 1961 : colonel Boucher
- 1963 : colonel Donot
- 1965 : colonel de Truchis de Varennes
- 1967 : colonel de Benoist
- 1969 : colonel Salkin
- 1971 : lieutenant-colonel Laurent[5]
- 1973 : lieutenant-colonel Piaton
- 1975 : colonel Berlioux
- 1977 : colonel Allard

- 1989 : colonel Grout de Beaufort
- 1991 : colonel Calastreng
- 1993 : colonel Glenat : colonel
- 1995 : colonel Jovin
- 1997 : colonel Levaudel
- 1999 : colonel Brault

## Traditions et uniformes

### Étendard
Il porte, cousues en lettres d'or dans ses plis, les inscriptions suivantes :
- Caldiéro 1805
- Wagram 1809
- La Moskova 1812
- L'Yser 1914
- L'Avre 1918

### Insigne
L'insigne du régiment porte un sanglier des Ardennes. Le régiment n'a pas été décoré.

### Devise
Il le boute dehors.

## Personnages célèbres ayant servi au30erégimentde dragons

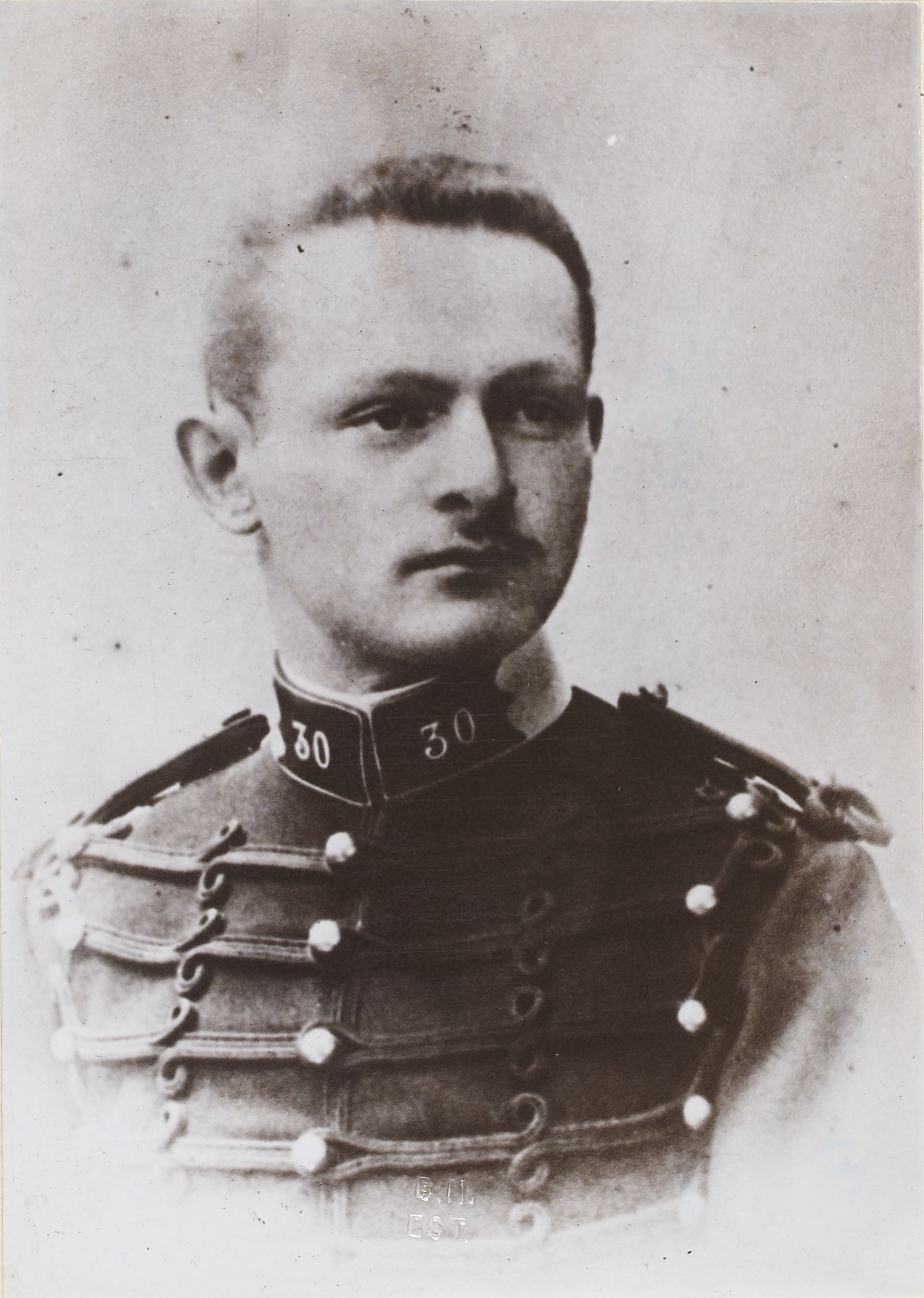
Le lieutenant Weygand du de dragons vers 1891-1893.

- Jean François Dupré (1759-1833), colonel du régiment en 1803.
- Antoine François Renaud (1770-1841), colonel du régiment en 1807.
- Antoine de Gramont d'Aster (1787-1825), militaire et homme politique français, engagé au régiment en 1809.
- Pierre Alexis de Pinteville (1771-1850), colonel du régiment en 1810.
- Charles Martique (1777-1825), major au 30e dragons en 1809.
- Maxime Weygand (1867-1965), commandant en chef de l'armée française en 1940, lieutenant au 30e dragons entre 1891 et 1893[11].
- René Altmayer (1882-1976), colonel du régiment en 1931.
- Georges-Paul Borrel (1886-1944), administrateur des colonies françaises et homme de lettres
- Jean Matton (1888-1917), aviateur as de la Première Guerre mondiale, commence la guerre de 1914 au 30e dragons.
- Robert Frumin (1905-1944), gendarme et résistant, effectue son service militaire en 1926 au 30e dragons[12].
- Pierre Chanal (1946-2003), suspecté d'être un tueur en série, est instructeur au 30e dragons vers 1975[13].

## Sources et bibliographie
- Musée des Blindés ou Association des Amis du Musée des Blindés 1043, route de Fontevraud, 49400 Saumur.
- Historique du 30e régiment de dragons : campagne 1914-1918, Nancy, Berger-Levrault, 36 p., lire en ligne sur Gallica.